# بايرن ميونخ موسم 2015–16
كان موسم 2015–16 هو الموسم الـ117 في تاريخ نادي بايرن ميونخ. كان هذا الموسم هو الأول منذ موسم 2001–02 بدون باستيان شفاينشتايغر، الذي رحل إلى مانشستر يونايتد في صيف عام 2015.